# Erovnuli Liga 2023
L'Erovnuli Liga 2023, anche nota come Crystalbet Erovnuli Liga 2023 per motivi di sponsorizzazione, è stata la trentacinquesima edizione della massima serie del campionato georgiano di calcio, iniziata il 25 febbraio 2023 e terminata il 2 dicembre 2023. La Dinamo Tbilisi era la squadra campione in carica. La Dinamo Batumi si è laureata campione per la 2ª volta nella sua storia.

## Stagione

### Novità
Dalla stagione precedente sono stati retrocessi in Erovnuli Liga 2 il Sioni Bolnisi, dopo aver perso lo spareggio promozione/retrocessione, e il Lok’omot’ivi Tbilisi, mentre dalla Erovnuli Liga 2 sono stati promossi il Shukura Kobuleti e il Samt'redia, vincitore dello spareggio promozione/retrocessione.

### Formula
Le 10 squadre partecipanti si affrontano in un girone all'italiana con doppie partite di andata e ritorno, per un totale di 36 giornate. Al termine, la squadra prima classificata è dichiarata campione di Georgia ed ammessa al primo turno di qualificazione della UEFA Champions League 2024-2025. La seconda e la terza classificata vengono ammesse al primo turno di qualificazione della UEFA Conference League 2024-2025, assieme alla squadra vincitrice della coppa nazionale. L'ultima classificata viene retrocessa in Erovnuli Liga 2, mentre l'ottava e la nona classificate disputano uno spareggio promozione/retrocessione contro la seconda e la terza classificate in Erovnuli Liga 2 per due posti in massima serie.

## Squadre partecipanti
| Club                   | Città      | Stadio                    | Stagione precedente         |
| ---------------------- | ---------- | ------------------------- | --------------------------- |
| Dila Gori              | Gori       | Stadio Tengiz Burjanadze  | 3º posto in Erovnuli Liga   |
| Dinamo Batumi          | Batumi     | Batumi Arena              | 2º posto in Erovnuli Liga   |
| Dinamo Tbilisi         | Tbilisi    | Stadio Boris Paichadze    | Campione di Georgia         |
| Gagra                  | Tbilisi    | Stadio David Petriashvili | 9º posto in Erovnuli Liga   |
| Saburtalo Tbilisi      | Tbilisi    | Stadio Mikheil Meskhi     | 6º posto in Erovnuli Liga   |
| Samgurali Ts'q'alt'ubo | Tskhaltubo | Stadio 26 Maggio          | 4º posto in Erovnuli Liga   |
| Samt'redia             | Samtredia  | Stadio Erosi Manjgaladze  | 3º posto in Erovnuli Liga 2 |
| Shukura Kobuleti       | Kobuleti   | Chele Arena               | 1º posto in Erovnuli Liga 2 |
| Telavi                 | Telavi     | Stadio Givi Chokheli      | 7º posto in Erovnuli Liga   |
| T'orp'edo Kutaisi      | Kutaisi    | Stadio Ramaz Shengelia    | 5º posto in Erovnuli Liga   |

## Classifica
|       | Pos. | Squadra                | Pt | G  | V  | N  | P  | GF | GS  | DR  |
| ----- | ---- | ---------------------- | -- | -- | -- | -- | -- | -- | --- | --- |
|       | 1.   | Dinamo Batumi          | 74 | 36 | 21 | 11 | 4  | 83 | 41  | +42 |
|       | 2.   | Dinamo Tbilisi         | 71 | 36 | 21 | 8  | 7  | 93 | 49  | +44 |
|       | 3.   | T'orp'edo Kutaisi      | 60 | 36 | 16 | 12 | 8  | 55 | 37  | +18 |
|       | 4.   | Dila Gori              | 60 | 36 | 17 | 9  | 10 | 56 | 39  | +17 |
|       | 5.   | Samgurali Ts'q'alt'ubo | 57 | 36 | 16 | 9  | 11 | 53 | 51  | +2  |
| [ 2 ] | 6.   | Saburtalo Tbilisi      | 51 | 36 | 14 | 9  | 13 | 58 | 49  | +9  |
|       | 7.   | Gagra                  | 38 | 36 | 10 | 8  | 18 | 47 | 65  | -18 |
|       | 8.   | Telavi                 | 37 | 36 | 10 | 7  | 19 | 34 | 62  | -28 |
|       | 9.   | Samt'redia             | 33 | 36 | 9  | 6  | 21 | 50 | 62  | -12 |
|       | 10.  | Shukura Kobuleti       | 11 | 36 | 4  | 5  | 27 | 38 | 112 | -74 |

Legenda:
      Campione di Georgia e ammessa alla UEFA Champions League.
      Ammesse alla UEFA Conference League.
 Ammessa allo spareggio promozione/retrocessione.
      Retrocessa in Erovnuli Liga 2 2024.
Note:
Il Shukura Kobuleti sconta 6 punti di penalizzazione.
Regolamento:
Tre punti a vittoria, uno a pareggio, zero a sconfitta.
La classifica viene stilata secondo i seguenti criteri:
- Punti conquistati
- Punti conquistati negli scontri diretti
- Differenza reti negli scontri diretti
- Reti realizzate negli scontri diretti
- Reti realizzate in trasferta negli scontri diretti (solo tra due squadre)
- Differenza reti generale
- Reti totali realizzate

## Risultati

### Partite (1-18)
|                        | Dil  | DiB  | DiT  | Gag  | Sab  | Smg  | Smt  | Shu  | Tel  | Tor  |
| ---------------------- | ---- | ---- | ---- | ---- | ---- | ---- | ---- | ---- | ---- | ---- |
| Dila Gori              | –––– | 1-1  | 1-2  | 1-0  | 1-1  | 0-3  | 1-0  | 2-0  | 6-1  | 5-0  |
| Dinamo Batumi          | 0-2  | –––– | 2-2  | 3-1  | 3-1  | 2-0  | 3-2  | 2-1  | 2-0  | 1-1  |
| Dinamo Tbilisi         | 1-2  | 1-2  | –––– | 0-0  | 1-3  | 2-0  | 4-0  | 4-4  | 6-1  | 2-1  |
| Gagra                  | 0-0  | 1-4  | 3-5  | –––– | 1-2  | 3-4  | 0-1  | 2-0  | 1-1  | 0-0  |
| Saburtalo Tbilisi      | 0-0  | 3-3  | 2-1  | 3-0  | –––– | 5-1  | 2-0  | 2-1  | 3-0  | 0-0  |
| Samgurali Ts'q'alt'ubo | 2-2  | 1-1  | 2-1  | 1-0  | 2-1  | –––– | 2-1  | 4-1  | 1-0  | 0-0  |
| Samtredia              | 1-2  | 1-2  | 0-2  | 1-2  | 3-3  | 0-2  | –––– | 0-2  | 1-0  | 0-2  |
| Shukura Kobuleti       | 2-3  | 1-3  | 1-2  | 3-4  | 2-3  | 2-1  | 2-2  | –––– | 1-2  | 0-2  |
| Telavi                 | 2-2  | 1-4  | 2-2  | 0-0  | 0-3  | 0-1  | 0-1  | 0-0  | –––– | 1-0  |
| Torpedo Kutaisi        | 0-0  | 0-0  | 2-3  | 3-1  | 0-3  | 1-3  | 1-0  | 1-2  | 2-1  | –––– |

### Partite (19-36)
|                        | Dil  | DiB  | DiT  | Gag  | Sab  | Smg  | Smt  | Shu  | Tel  | Tor  |
| ---------------------- | ---- | ---- | ---- | ---- | ---- | ---- | ---- | ---- | ---- | ---- |
| Dila Gori              | –––– | 1–3  | 0–3  | 1–0  | 3-0  | 2–0  | 1-3  | 5–1  | 3–1  | 0–1  |
| Dinamo Batumi          | 1-1  | –––– | 2–2  | 3–0  | 2–1  | 4–1  | 1-1  | 5–0  | 3–0  | 2-2  |
| Dinamo Tbilisi         | 3-1  | 6-2  | –––– | 0-1  | 1–0  | 5–2  | 3–0  | 4–2  | 4-0  | 1-1  |
| Gagra                  | 0-0  | 0-2  | 1-6  | –––– | 2–1  | 0–0  | 4–3  | 1–0  | 4–1  | 1–2  |
| Saburtalo Tbilisi      | 1–2  | 0–0  | 0–3  | 5–0  | –––– | 2-2  | 0–0  | 5–1  | 0–1  | 1–3  |
| Samgurali Ts'q'alt'ubo | 1-0  | 3–2  | 0–2  | 2–2  | 1–0  | –––– | 0–3  | 5–0  | 0-1  | 0–0  |
| Samtredia              | 1–2  | 1–3  | 3-2  | 3–1  | 0–0  | 2–3  | –––– | 4–2  | 0–2  | 2–3  |
| Shukura Kobuleti       | 1–2  | 0–6  | 2–3  | 9–0  | 1-2  | 2-2  | 0-9  | –––– | 0-2  | 0-0  |
| Telavi                 | 2-1  | 2–1  | 2–2  | 0–1  | 3–0  | 2–1  | 1–1  | 0–1  | –––– | 1-2  |
| Torpedo Kutaisi        | 1–0  | 0–3  | 2–2  | 4-1  | 5–0  | 0–0  | 2–0  | 9-0  | 2–1  | –––– |

## Spareggi salvezza
Agli spareggi salvezza vengono ammesse le squadre classificatesi all'ottavo e al nono posto in Erovnuli Liga e le squadre classificatesi al secondo e al terzo posto in Erovnuli Liga 2.
|                 | Risultati |                 | Luogo e data               |
| --------------- | --------- | --------------- | -------------------------- |
| Samt'redia      | 4 - 1     | Gareji Sagarejo | Samtredia, 6 dicembre 2023 |
| Gareji Sagarejo | 3 - 1     | Samt'redia      | Sagarejo, 10 dicembre 2023 |
|                 |           |                 |                            |
| Spaeri          | 1 - 1     | Telavi          | Tbilisi, 6 dicembre 2023   |
| Telavi          | 4 - 0     | Spaeri          | Telavi, 10 dicembre 2023   |
|                 |           |                 |                            |

## Statistiche

### Classifica marcatori
| Gol |  |  | Giocatore              | Squadra           |
| --- |  |  | ---------------------- | ----------------- |
| 17  |  |  | Flamarion              | Dinamo Batumi     |
| 17  |  |  | Zurab Museliani        | Gagra             |
| 17  |  |  | Zoran Marušić          | Dinamo Tbilisi    |
| 14  |  |  | Ousmane Camara         | Dinamo Tbilisi    |
| 14  |  |  | Giorgi Arabidze        | Torpedo Kutaisi   |
| 13  |  |  | Imran Oulad Omar       | Dinamo Tbilisi    |
| 12  |  |  | Paata Gudushauri       | Dinamo Batumi     |
| 12  |  |  | Vladimer Mamuchashvili | Dinamo Batumi     |
| 12  |  |  | Cheykne Sylla          | Saburtalo Tbilisi |
| 12  |  |  | Davit Skhirtladze      | Dinamo Tbilisi    |